# José María Paniagua
José María Paniagua Ramos (Becerril de Campos, Palencia, 1 de septiembre de 1954-Palencia, 9 de agosto de 2025) fue un pintor y artista gráfico español.

## Biografía
Nace en Becerril de Campos, Palencia, en 1954. Desde temprana edad siente gran afición por el dibujo, denotando facultades para ello. Es su madre la primera que le anima en el inicio a la pintura, cuando le regala los primeros óleos. Tiene José María once años y ahí comienzan sus ingenuas pero sugerentes experiencias, pintando motivos de todo tipo, retratos de personajes ilustres, bodegones, etc. Pero sobre todo paisajes al natural, rincones del pueblo, las iglesias, fuentes, calles y demás temas cercanos.
Con trece años obtiene el Primer Premio Especial de Palencia, lo cual causa gran ilusión en el joven para seguir pintando. Como consecuencia de este premio es invitado a exponer de forma colectiva con pintores palentinos, mayores todos y, alguno con prestigio en el ámbito nacional, en la Sala de la Casa de Cultura, la actual Fundación Díaz Caneja.
José María continuó pintando y en años sucesivos obtuvo más galardones tanto en categorías infantil y juvenil en Palencia y, seleccionado y finalista en otras ciudades.
Es a partir de los veinte años cuando realiza su primera exposición, en la sala de Información y Turismo de Palencia. Desde esa primera muestra hasta el momento ha realizado más de cuarenta exposiciones individuales y setenta colectivas en distintas ciudades y tiene una obra en el Museo de Bellas Artes de Santander.

## Algunas exposiciones individuales
- 1978 Sala de Información y Turismo, Palencia.
- 1978 Ayuntamiento de Becerril de Campos, Palencia.
- 1979 Caja de Ahorros y Préstamos, Palencia.
- 1980 Caja de Ahorros de Salamanca, Valladolid.
- 1982 Caja de Ahorros de Salamanca, Valladolid.
- 1983 Caja de Ahorros de Cantabria, Santander.
- 1984 Sala de la Casa de Cultura, Palencia.
- 1985 Museo de Bellas Artes, Santander.
- 1986 Caja de Ahorros y Monte de Piedad, Palencia.
- 1988 Palacio de Benacazón, Caja Castilla-La Mancha, Toledo.
- 1989 Caja Palencia, Palencia.
- 1991 Banco Bilbao Vizcaya, Valladolid.
- 1996 Centro Cultural Provincial de la Diputación de Palencia, Palencia. Obra 1976 - 1996.
- 2000 Caja España, Palencia.
- 2006 Ayuntamiento de Becerril de Campos, Palencia. Exposición Homenaje.
- 2008 Galería Marietta Negueruela, Palencia.
- 2011 Fundación Isabel Frontela, Palencia.[2]

## Algunas exposiciones colectivas
- 2001 Sala Durán, Madrid
- 2005 Caja Duero, Salamanca, "Fondos de la entidad"
- 2007 Galería Argar, Almería, "Diez pintores nacionales"
- 2008 Galería Eme04, Madrid[3]
- 2008 Caja Laboral, Palencia, “Asociación de Esclerosis Multiple”
- 2008 Centro Comercial El Mirador, Cuenca, “1ª Muestra El Arte Inclusivo”
- 2008 Galería Marietta Negueruela, Palencia, “Iniciación al Coleccionismo III”
- 2009 Diputación de Cuencia, Cuenca
- 2009 Caja España, Palencia, “Niños, Cofradía del Dulce Nombre de Jesus”
- 2010 Caja Duero, Palencia. “Pintores Palentinos con la Fundación Hombres Nuevos”. – Obispo Nicolás Castellanos -[4][5]
- 2010 Fundación Diaz-Caneja, Palencia. “La colección de arte del Ayuntamiento de Palencia. Pintores Palentinos”
- 2011 Fundación Isabel Frontela, Palencia. “Fondos de la Fundación”
- 2011 Galería Rafael, Valladolid. “Iniciación al colecccionismo”
- 2012 Galería Gaudí, Madrid, "Iniciación al coleccionismo"